# Bonifacio (Philippines)
Pour les articles homonymes, voir Bonifacio (homonymie).
Bonifacio est une localité de la province du Misamis occidental, aux Philippines. En 2015, elle compte 32 345 habitants.